# Yusuke Sudo
Yusuke Sudo (須藤 右介 Sudō Yūsuke?, nacido el 7 de mayo de 1986 en Tokio) es un exfutbolista japonés. Jugaba de centrocampista y su último club fue el SC Sagamihara de Japón.

## Trayectoria

### Clubes
| Club                 | País   | Año         |
| -------------------- | ------ | ----------- |
| Nagoya Grampus Eight | Japón  | 2005 - 2007 |
| Yokohama FC          | Japón  | 2008 - 2009 |
| Matsumoto Yamaga FC  | Japón  | 2010 - 2012 |
| Salgueiro            | Brasil | 2013        |
| Tombense             | Brasil | 2014        |
| FC Gifu              | Japón  | 2014        |
| SC Sagamihara        | Japón  | 2015        |

## Estadística de carrera

### J. League
| Club                 | Año   | J. League | J. League | Copa J. League | Copa J. League | Total | Total |
| Club                 | Año   | Part.     | Goles     | Part.          | Goles          | Part. | Goles |
| -------------------- | ----- | --------- | --------- | -------------- | -------------- | ----- | ----- |
| Nagoya Grampus Eight | 2005  | 3         | 0         | 3              | 0              | 6     | 0     |
| Nagoya Grampus Eight | 2006  | 15        | 0         | 3              | 0              | 18    | 0     |
| Nagoya Grampus Eight | 2007  | 4         | 0         | 6              | 0              | 10    | 0     |
| Yokohama FC          | 2008  | 9         | 0         | -              | -              | 9     | 0     |
| Yokohama FC          | 2009  | 29        | 0         | -              | -              | 29    | 0     |
| Matsumoto Yamaga FC  | 2012  | 2         | 0         | -              | -              | 2     | 0     |
| FC Gifu              | 2014  | 2         | 0         | -              | -              | 2     | 0     |
| SC Sagamihara        | 2015  | 29        | 2         | -              | -              | 29    | 2     |
| Total                | Total | 93        | 2         | 12             | 0              | 105   | 2     |